# Ivan Budinčević
Ivan Budinčević (Subotica, 7 luglio 1955) è un ex calciatore jugoslavo, di ruolo portiere.

## Palmarès

### Competizioni nazionali
- Campionato jugoslavo: 1

Hajduk Spalato: 1978-1979